# Mistr Radovan
Radovan (v chorvatštině běžně označovaný jako Majstor Radovan - „Mistr Radovan“, latinsky /Magister/ Raduan) byl chorvatský sochař a architekt. Působil ve 13. století v oblasti dalmatského pobřeží se sídlem v Trogiru.

## Život a dílo
O jeho životě a osobnosti neexistují, kromě jeho monumentálního románského portálu trogirské katedrály, téměř žádné informace. O tom, že Radovan byl rodákem z Trogiru (italsky Traù), svědčí mj. časté zmínky jeho jména v trogirském městském archivu ze 13. století.
Jeho sochařská dílna v Trogiru je zodpovědná za mnoho uměleckých děl ve 13. a 14. století také v dalších dalmatských městech, např. sochařská výzdoba na zvonici katedrály svatého Domnia ve Splitu).

Radovan vepsal na lunetu nad portálem své jméno a rok zhotovení hlavního portálu 1240: 
FUNDATUR VALVE POST PARTUM VIRGINIS ALME PER RADUANUM CUNCTIS...
Magister Raduanus
Další text informuje, že mistr Radovan byl skvělým sochařem, a že projekt byl dokončen v době, kdy biskupem biskupem trogirské diecéze byl Toskánec Treguan z Florencie.

### Portál katedrály
Portál se skládá ze několika částí:
- na zárubni jsou vyobrazeny postavy Adama a Evy[1] podepřené lvy.
- Uvnitř jsou četné reliéfy znázorňující výjevy činností měsíců a lovecké scény.
- Uprostřed jsou výjevy z Kristova života: od Zvěstování a Ježíšova narození po Zmrtvýchvstání – umístěné v obloucích kolem tympanonu
- Postavy jsou velmi realistické, připomínají francouzské gotické sochařství, např. sochy v katedrále v Chartres.